# St. Martin (Aufhausen)

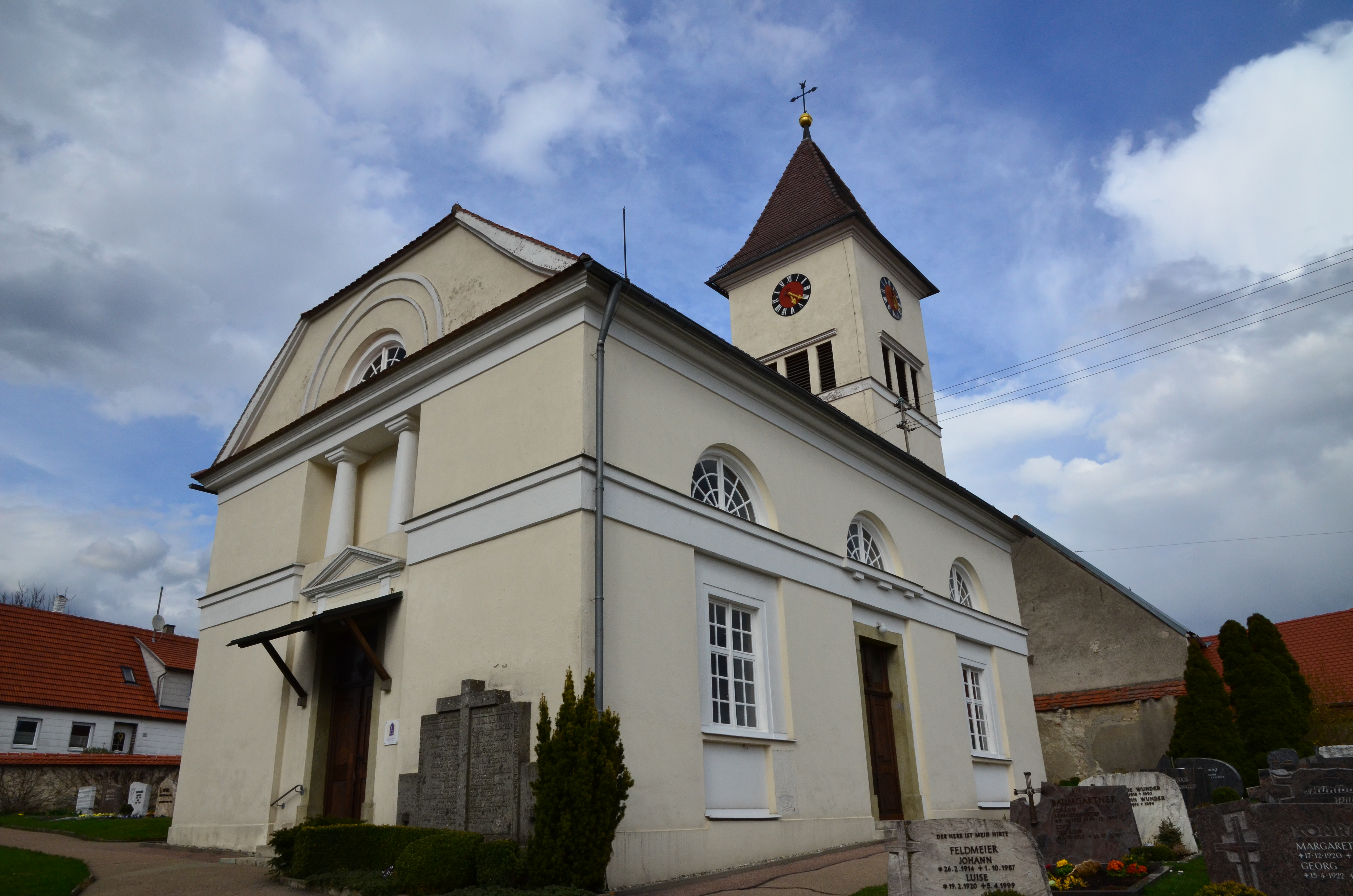
Kirche St. Martin in Aufhausen

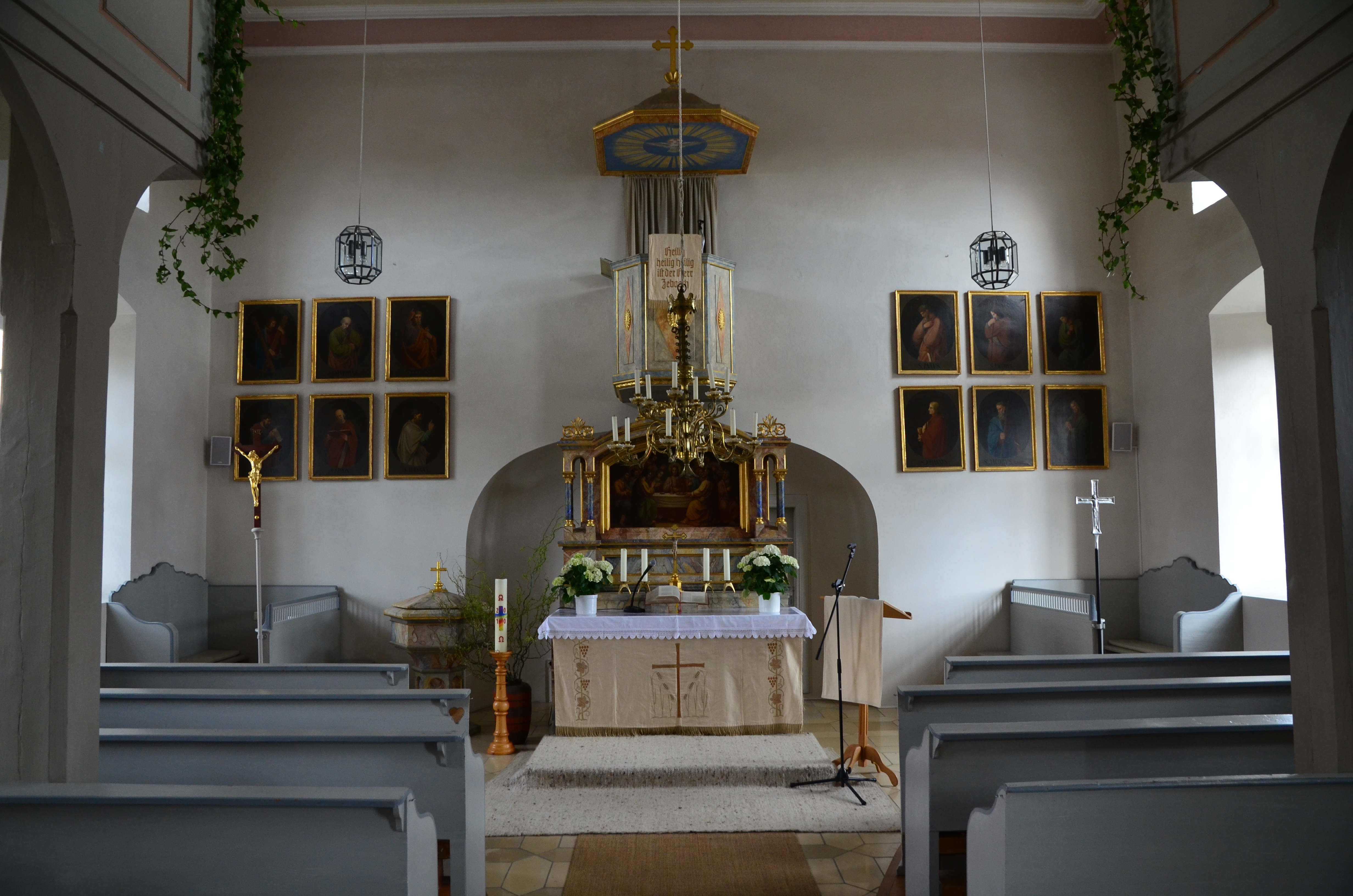
Innenansicht mit Kanzelaltar

Die evangelisch-lutherische Pfarrkirche St. Martin in Aufhausen, einem Gemeindeteil von Forheim im schwäbischen Landkreis Donau-Ries in Bayern, wurde 1822 errichtet. Die Kirche ist ein geschütztes Baudenkmal.

## Geschichte
Eine Kirche in Aufhausen wird erstmals 1177 überliefert. Das Patronatsrecht hatte das Kloster Sankt Ulrich und Afra in Augsburg. Die heutige Kirche wurde 1822 errichtet, nachdem die Vorgängerkirche durch Brand zerstört wurde.

## Architektur
Der klassizistische Saalbau besitzt eine flache Decke und Emporen im Norden, Westen und Süden. Im Osten schließt sich ein quadratischer Turm mit vierseitigem Pyramidenhelm an. Die Sakristei befindet sich im Untergeschoss des Turmes. Über dem Altar ist die Kanzel angebracht.
Eine Besonderheit des Gotteshauses ist das Deckengemälde mit dem Lamm Gottes.